# Базар-Коргонський район
Базар-Коргонський район (кирг. Базар-коргон району) — район Джалал-Абадської області Киргизстану. Адміністративний центр — село Базар-Коргон.